# Georges Viennot-Bourgin
Pour les articles homonymes, voir Bourgin et Viennot.
 (avril 2020).
Georges Viennot-Bourgin, né le 17 avril 1906 à Fontaine-Française (Côte-d'Or) où il est mort le 8 février 1986, est un phytopathologiste français. 

## Biographie
Georges Viennot-Bourgin est le fils d'Émile Viennot et d'Hélène Darcy, mais sera adopté, en 1931, par Hubert Bourgin et Marguerite Darcy. Ces deux scientifiques lui donnent le goût de l'enseignement, de la science et des études. Son goût pour les sciences s'éveille tôt, puisqu'il constitue son premier herbier à 15 ans et compose une collection d'insectes déterminés avec l'aide de Pierre Lesne (nl) au Muséum national d'histoire naturelle.
Ses études générales achevées, il est admis, en 1925, à l'École nationale d'agriculture de Grignon; il y vit près de la nature, hante les bois, herborise à loisir, fréquente la falunière. Il est ingénieur agronome en 1927 et, quelques semaines plus tard, entre comme préparateur stagiaire à la station de pathologie végétale, alors annexée en laboratoire de botanique de l'Institut national agronomique. Il débute ainsi sa carrière de chercheur, guidé par Vital Ducomet, qui étudie à l'époque le comportement des blés à l'égard des rouilles, la lutte contre les piétins des céréales et les maladies de dégénérescence de la pomme de terre. Ses obligations militaires accomplies, Georges Viennot-Bourgin devient, en 1929, répétiteur de la chaire de botanique et pathologie végétale de l'École nationale d'agriculture de Grignon et, dès l'année suivante, en 1930, est nommé chef de travaux de cette même chaire.
En 1931, Vital Ducomet signale l'apparition en France du mildiou du houblon qui causera des ravages considérables en Bourgogne et en Alsace ainsi qu'en Grande-Bretagne et en Bavière. Ayant apprécié les qualités de Georges Viennot-Bourgin, il lui confie l'étude de ce problème et lui demande, en particulier, de vérifier l'hypothèse émise par le mycologue britannique Ernest Stanley Salmon (en), au collège de Wye, selon laquelle il pourrait s'agir d'une extension fortuite d'un Peronospora spontané, jusqu'ici inféodé à l'Urtica urens. Précisant l'existence de deux espèces de Peronosporales, au moins, capables de parasiter le genre Urtica, il montre le passage de l'une d'elles au houblon ne saurait être qu'occasionnel et, en tout état de cause, ne peut être à l'origine de l'épidémie. S'agissant donc d'une introduction, ce que montrent les études systématiques, il faut orienter les recherches vers la lutte préventive.
Ce travail à peine achevé, l'extension rapide en Europe de la carie du seigle constitue une nouvelle menace. C'est le départ de ses recherches sur les Ustilaginales et les maladies charbonneuses qui le mènent à sa thèse de doctorat de l'Université, soutenue, en 1937, sur le thème : « Les déformations parasitaires provoquées par les Ustilaginées. » Chemin faisant, il se persuade peu à peu de la nécessité, soupçonnée dès son travail sur le mildiou du houblon, d'une identification précise des champignons parasites, concept qu'il érigera plus tard en principe : « Nous avons établi définitivement que la rigueur systématique, lorsqu'elle n'est pas diminuée par la discussion stérile, constitue l'un des éléments essentiels qui confèrent à la pathologie végétale son rang de science ».
Il lui faut donc, conjointement à ses recherches de pathologie végétale, devenir systématicien des champignons parasites. Il le fera d'abord en herborisant. De 1931 à 1938, il publie une huitaine de travaux sur la systématique et la flore des micromycètes de l'Île-de-France, une note sur la flore cryptogamique du Valais et deux sur celle de l'île de Madère, où il effectue un séjour en 1936. Mais il lui faut aller au-delà, et se perfectionner. Par l'entremise de Louis Mangin, qui avait été autrefois professeur au Lycée Louis-le-Grand comme l'était Hubert Bourgin, il prend contact avec son successeur à la chaire de cryptogamie du Muséum national d'histoire naturelle, Pierre Allorge, qui l'accueille et le dirige vers Roger Heim. Non seulement Georges Viennot-Bourgin, devenu correspondant du Muséum à partir de 1941, fréquentera ce laboratoire jusqu'à la fin de sa vie, même après avoir quitté celui de l'Institut national agronomique, mais il nouera avec Roger Heim une amitié profonde et durable.
Ainsi, dès avant 1938, se profile la silhouette de la personnalité scientifique de Georges Viennot-Bourgin : le pathologiste plaçant en préalable à toute étude la connaissance précise et rigoureuse des champignons parasites impliqués ou potentiels, et le mycologue herborisant dès que ses occupations lui en laissent le loisir, tant par goût des études dans une nature que pour satisfaire à son axiome de nécessité de toujours mieux connaître le monde des cryptogames parasites. 
«...pour l'instant, je cherche à oublier tout cela devant le magique décor de la flore alpine. Le soleil splendide incite en promenades qui ne sont en fait que les carnets de notes. J'ai déjà trouvé des choses intéressantes sur Sesleria et Melica. Mon séjour sera prolongé cet hiver par le dépouillement au micro (in. litt., Pelvoux, 17 août 1948). »
À partir de 1938, l'année qui suit la soutenance de sa thèse et l'attribution d'une médaille d'or de l'Académie d'agriculture de France, Georges Viennot-Bourgin cumule à l'École nationale d'agriculture de Grignon la fonction de maître de conférences de zoologie et de géologie avec celle de chef de travaux de botanique et de pathologie végétale qu'il exerçait depuis 1930. Poursuivant ses travaux de floristique métropolitaine qui lui font recueillir, en 1939, le Prix Gandoger de la Société botanique de France, achevant ceux concernant  Madère, et abordant le problème de la protection sanitaire des cultures de lin, ils développent encore, pendant cette période, ses importantes recherches sur les rouilles des céréales et des graminées et, surtout, sur les tavelures des Rosacées et la « morphose cladosporioïde » du Fusicladium pirinum. Pour ces travaux, il recevra le Prix Montagne de l'Institut de France (Académie des sciences) en 1944, alors qu'il vient de quitter provisoirement l'enseignement : détaché dans un laboratoire privé pendant un peu plus de quatre ans, il y participera dans le domaine industriel des données théoriques acquises à propos des produits anticryptogamiques et étudiera le problème du désherbage sélectif des cultures de céréales et de lin ; il obtiendra pour cela, en 1950, la médaille Jollivet de la Société d'encouragement pour l'industrie nationale.
Chargé de cours à l'Office de la recherche scientifique et technique outre-mer, en 1946, alors qu'il est encore détaché dans l'industrie, Georges Viennot-Bourgin revient définitivement à l'enseignement en 1948, étant nommé maître de conférences de botanique et pathologie végétale à l'Institut national agronomique. Il achève, à cette époque, la rédaction de son traité de pathologie végétale : Les champignons parasites des plantes cultivées, somme de 1848 pages en deux volumes, publié en 1949 par les éditions Masson. Cette œuvre lui vaut, en 1950, une seconde médaille d'or de l'Académie d'agriculture de France et constituera pendant plusieurs décennies l'ouvrage de référence concernant la pathologie végétale métropolitaine. Nommé directeur du laboratoire de recherche annexé au laboratoire de botanique et pathologie végétale de l'Institut agronomique en 1950, exerçant à partir de la même année les fonctions d'inspecteur délégué du Service de la protection des végétaux et celles d'expert près des tribunaux, il succède, en 1951, à André Maublanc comme professeur de botanique et pathologie végétale à l'Institut national agronomique, charge qu'il assumera jusqu'à son départ à la retraite en 1977.
En 1956, il est chargé de mission au Congrès de l'enseignement agricole à Rome. De 1960 à 1976, il participe chaque année au cours de mycologie médicale dispensé par l'Institut Pasteur. Il le fera également de 1962 à 1975 à l'Institut agronomique de Tunis et, de 1969 à 1979, à l'Institut agronomique et vétérinaire Hassan II de Rabat. Il enseigne encore en Iran (juillet 1957, mars-avril 1968, juillet 1974, mai 1977), en Israël (mai 1961, mai 1965), aux Facultés des sciences d'Alger (1962, 1970) et de New Delhi (1971).
Il rédige à l'attention des étudiants en agronomie un cours de pathologie végétale et des monographies sur les champignons, bactéries et virus nuisibles aux arbres fruitiers, à la vigne , à la pomme de terre. Il étend son activité pédagogique au-delà du monde étudiant : au cours de son détachement dans l'industrie, il a perçu le besoin ressenti par les agriculteurs et les horticulteurs de pouvoir bénéficier de cet enseignement particulier, mais véritable, qu'est une large diffusion du message scientifique et de l'amélioration des pratiques qu'il peut engendrer. Il tient à le faire d'abord, au travers de revues professionnelles (L'Île-de-France agricole, Agriculture, L'Agriculture pratique), sur les thèmes mêmes  qui avaient motivé son détachement : défense des cultures maraîchères et des plantes de grande culture, lutte contre la carie du blé, l'ergot du seigle, etc. Mais son domaine d'élection deviendra rapidement celui des productions fruitières, encore par le canal de revues (Agriculture, Fruits d'outre-mer, Phytoma, etc.) ou par celui de sa participation active à des congrès d'arboriculture en Israël, en 1956, etc. Enfin, il mit entre les mains des arboriculteurs une série de trois ouvrages portant respectivement sur les champignons parasites des arbres fruitiers à pépins, les champignons parasites des arbres fruitiers à noyaux et bactérioses et viroses des arbres fruitiers.
Georges Viennot-Bourgin est aussi : 
- 1959 à 1967, chef de la division phytosanitaire à l'Office de la recherche scientifique et technique outre-mer (ORSTOM) ;
- 1960 à 1965, membre du Comité national de la recherche scientifique (section de botanique et biologie végétale) ;
- 1965 à 1973, membre du Conseil supérieur de la recherche agronomique.

À cela s'ajoutent des missions officielles à l'étranger : 
- Liban (1959) ;
- Madagascar (1962) et Côte d'Ivoire (1963) pour le compte de l'ORSTOM ;
- Israël (1961, 1974) pour étudier l'extension de la tristeza des agrumes dans le  bassin méditerranéen ;
- Algérie et Maroc (1962, 1972) pour estimer les dégâts du bayoud du palmier dattier ;
- Turquie (1965) pour examiner l'état sanitaire des vergers d'abricotiers et de pommiers ;
- Italie (1965) pour évaluer l'impact des maladies des pêchers ;
- Guadeloupe et Martinique (1969) pour l'INRA ;
- Grèce (1980) pour une enquête sur le dépérissement des châtaigniers, etc.

La démarche scientifique de Georges Viennot-Bourgin va progressivement s'infléchir vers le systématique. Ayant déjà étudié la flore cryptogamique du Valais (1936, 1944), il tient à participer, en 1948, au colloque franco-suisse de Neuchâtel. Il y rencontre Eugène Mayor, qui possède une longue expérience de la systématique des micromycètes parasites, et plus particulièrement des groupes auxquels s'intéresse Georges Viennot-Bourgin : Peronosporales, Pucciniales, Ustilaginales, Erysiphales et Taphrinales. Il s'établit une collaboration amicale qui se traduira par des publications conjointes sur la flore mycologique de la région de Neuchâtel (1948), du Languedoc et de Provence (1949), de Corse (1950), du Valais (1960), etc.
Tout en publiant encore de nombreux travaux de recherche sur les maladies cryptogamiques des arbres fruitiers, des céréales, de l'oignon, de la pivoine, du bégonia, de la pensée, du glaïeul, des rhododendrons et autres plantes ornementales, du haricot, du lin, du cyprès, du palmier à huile, etc., ou encore sur la flore du sol et de la rhizosphère, il va de plus en plus s'attacher à la systématique des micromycètes parasites dont il devient rapidement le meilleur spécialiste de la flore métropolitaine spontanée et introduite, et cela non seulement pour les groupes qu'il affectionne, mais aussi pour l'ensemble des micromycètes. Cette orientation de ses recherches culmine avec la publication, en 1956, sept ans après Les champignons parasites des plantes cultivés, d'une œuvre systématique : Mildious, oïdiums, caries, charbons, rouilles des plantes de France (éd. Paul Lechevalier), qui comporte un volume de texte et un atlas de 1800 dessins au trait.
En même temps, la double amitié que Georges Viennot-Bourgin avait nouée avec Roger Heim d'une part, avec Eugène Mayor d'autre part, l'a amené à s'intéresser à la systématique des plantes tropicales : en 1949, l'un et l'autre lui confient pour étude des récoltes africaines, en partie personnelles pour le premier, faites par Claude Favarger en Côte d'Ivoire (juillet à septembre 1951), en Guinée (décembre 1956, janvier 1957), en Iran (juillet à septembre 1957). Le fruit de ces missions et l'examen de matériel confié par d'autres prospecteurs ont permis à Georges Viennot-Bourgin de publier non seulement son importante série de travaux sur les Udrédinales d'Afrique, mais encore divers mémoires sur les Ustiginales et micromycètes variés de l'Afrique, de Madagascar, d'Iran, du Viêt Nam, etc.
Dès le début de sa carrière, il fréquente la Société de pathologie végétale et d'entomologie agricole et, dès 1937, la Société botanique de France. Si la seconde met ses activités en sommeil pendant la Seconde Guerre mondiale pour reprendre une vie normale après 1945, la première est près de disparaître. Il parvient à la faire renaître, mais elle s'oriente peu à peu vers la seule zoologie et il se tourne alors, en 1949, vers la Société mycologique de France. Sociétaire toujours actif, il préside la Société botanique de France de 1959 à 1961, la Société mycologique de France de 1964 à 1967 et en est nommé membre d'honneur en 1980. Membre de l'Union phytopathologique méditerranéenne, il la préside de 1971 à 1976. Enfin, lorsque la Société de pathologie et d'entomologie agricole, qu'il a fait renaître, abandonne définitivement la pathologie végétale pour se fondre avec la Société entomologique de France, il n'a de cesse de reconstituer un forum au sein duquel il puisse rencontrer les pathologistes et dialoguer avec eux : c'est la Société française de phytopathologie, fondée le 12 mai 1971, qu'il préside de 1971 à 1974. 
Georges Viennot-Bourgin épouse, en 1929, Madeleine Lefeuvre à Thiverval.

## Distinctions
- Officier de l'ordre du Mérite agricole (1951)
- Officier de l'ordre des Palmes académiques (1953)
- Officier de la Légion d'honneur Nommé chevalier en 1954 puis promu officier en 1983
- Correspondant (1959), membre (1963) puis président (1983) de l'Académie d'Agriculture.
- Membre de l'Académie nationale d'agriculture italienne
- Lauréat de l'Académie des Sciences (1968) pour l'ensemble de son œuvre.
- Médaille d'or de l'Union phytopathologique méditerranéenne (1980)
- Membre d'honneur de l'American Phytopathological Society (1980).